# Sophia Di Martino
Sophia Di Martino (Nottingham, 15 november 1983) is een Engels actrice van Italiaanse afkomst. Ze speelde in diverse films en televisieseries, waaronder A Royal Night Out, Yesterday en Loki.

## Filmografie

### Film
- 2006: Free Range, als Charlotte
- 2009: Blue, als Saskia Burton
- 2011: Black Pond, als Rachel
- 2015: A Royal Night Out, als Phoebe
- 2015: Draw on Sweet Night, als Lady Marcy Darcy
- 2016: The Darkest Universe, als Eva
- 2016: The Lock-In, als Jodie
- 2017: Canned, als Sam
- 2017: The Photographer, als Sophie
- 2017: Smear, als Chloe
- 2017: Baby Gravy, als Brona
- 2019: Yesterday, als Carol
- 2019: End-O, als Jaq
- 2021: Sweetheart, als Lucy
- 2021: The Electricial Life of Louis Wain, als Judith
- 2024: The Radleys, als Lorna Felt

### Televisie
- 2004: Holby City, als Gemma Walker
- 2005: Doctors, als Natalie James
- 2006: New Street Law, als Ella
- 2006: Strictly Confidential, als Roanna
- 2007-2009: Ideal, als Helena
- 2007: Heartbeat, als Wendy
- 2007: The Marchioness Disaster, als Erika Spotswood
- 2008: The Royal Today, als Gemma Pennant
- 2008: Spooks: Code 9, als Harpie
- 2008: Survivors, als Simone
- 2009: Boy Meets Girl, als fashionstudent
- 2009-2011: Casualty, als Polly Emmerson / Shauna Milsom
- 2010: The Road to Coronation Street, als Josie Scott
- 2012: Eternal Law, als Lucy Orchard
- 2013: Great Night Out, als Mabel
- 2013: Southcliffe, als Micki
- 2013: Mount Pleasant, als Amber
- 2014: Friday Night Dinner, als Emma
- 2014: 4 O'Clock Club, als Miss Emma Parkwood
- 2015: Hetty Feather, als Hannah Prestwick
- 2015: The Job Lot, als Jodie
- 2015: Spencer Jonas Christmas, als moeder
- 2016: Midsomer Murders, als Amber Layard
- 2016-2018: Flowers, als Amy Flowers
- 2017: Hidden America with Jonah Ray, als Emma
- 2017: Election Spy, als Becs
- 2017: The Jonah Man, als Claire
- 2017: Crackanory, als Lil
- 2018: Into the Badlands, als Lily
- 2018: Click & Collect, als Claire
- 2020: Silent Witness, als DCI Claire Ashby
- 2020: Hitmen, als Annie
- 2021-2023: Loki, als Sylvie
- 2022-2024: Peacock, als Blue